# 로젠 메이든
《로젠 메이든》(ローゼンメイデン 로젠 메이덴[*], Rozen Maiden)은 일본의 만화가 그룹 PEACH-PIT이 그린 만화이며 애니메이션으로도 나온 작품이다. 히키코모리인 주인공 사쿠라다 준과 완벽한 소녀 앨리스가 되기 위해 싸우는 로젠 메이든 일곱 인형들이 그려나가는 이야기를 담고 있다.

## 용어
로젠 메이든
인형사 로젠이 만든, 신비한 힘을 갖고 있는 7개의 소녀 인형들의 총칭. 궁극의 소녀 앨리스가 되는 것이 목표다. 세간에서는 로젠이 평생을 바쳐서 정성을 들여 만든 작품으로, ‘살아있는 인형’이라고도 불리는 최고의 걸작 시리즈로 여겨지지만, 시중에 나돌아다니지도 않고, 실제로 본 사람조차 없기 때문에, 현재는 그 존재를 믿는 사람이 별로 없다.
앨리스
로젠이 이상향으로 여기고 있는 완벽한 소녀. “한 점의 티끌도 없고, 지고의 아름다움을 가진 궁극의 소녀”라고 일컬어진다. 로젠은 이 앨리스로 밖에 만날 수 없다고 한다. 그 때문에, 로젠 메이든들이 아버님(로젠)을 만나기 위해서는 앨리스가 되기 위한 다른 로젠 메이든 인형들과 앨리스 게임을 해서 상대의 로자 미스티카를 빼앗아야만 한다.
앨리스 게임
로젠 메이든이 서로 싸워서, 서로의 로자 미스티카를 빼앗는 전투 형식의 게임이며(하지만 애니메이션 2기 12화 마지막부분에 로젠이 신쿠에게 '꼭 서로 죽이는것만이 앨리스가 되는방법이 아니다'라는 말도 있었다.), 그녀들에게 주어진 숙명이다. 싸움에 이겨서 로자 미스티카를 손에 넣은 인형은 앨리스에 한층 가까워지며, 반대로 패배하여 로자 미스티카를 빼앗긴 인형은 움직이지 않는 단순한 인형으로 전락하여, 패자의 영혼은 미아가 되어 무의식에 바다에 가라앉는다. 규칙이 따로 정해져 있지 않은 데스매치 형식으로, 서로 협력해 다수가 소수를 공격하는 것도 인정된다. 게임에서 진 인형의 로자 미스티카를 자동적으로 승자가 갖게 되는 것은 아니고, 다른 인형이 가로채는 것이 가능하다.
로자 미스티카
로젠 메이든의 생명의 근원으로서, 소위 ‘영혼’이나 다름없는 물건이다. 구체적으로 무엇인지는 작품 중에서는 나오지 않았다. 당초 연금술로 생성된 것은 단 1개였지만, 로젠이 이것을 7개로 나누어 각각 7개의 인형들에게 넣음으로써 인형 개개인의 생명이 탄생했다고 전해진다. 만약 이것을 잃게 된다면 단순한 인형이 되며, 모두 모으면 앨리스가 될 수 있다고 한다. 겹겹의 광륜에 둘러싸인, 어떠한 결정체와 같은 모습을 하고 있다. 애니메이션에서는 진한 분홍색을 하고 있었으며, 이것을 손에 넣으면 전의 소유자인 인형이 갖고 있던 특수한 능력도 발휘할 수가 있다. (애니메이션의 설정이다.)
정크
영어로 ‘쓰레기’라는 뜻으로, 완벽함을 추구하는 로젠 메이든들이 가장 꺼려 하는 상태를 가리킨다. 특히 신쿠는 “아버님으로부터 받은 중요한 몸의 일부를 잃는다는 것은, 그만큼 앨리스로서의 자격을 실격당하는 것을 의미한다”라고 말하였다. 애니메이션에서 신쿠는 배 부분이 없는 스이긴토(애니메이션의 설정)를 정크라고 불렀으나 스이긴토가 불타 죽은 뒤 그 말을 한 것을 후회한다.
계약
통상 로젠 메이든은 스스로의 의지로는 눈을 뜰 수 없으며, 인간이 등에 달린 태엽을 감아야만 비로소 눈을 뜰 수 있다. 그러나 그것만으로는 불충분하며, 인간으로부터 힘을 받지 않으면 100%의 능력을 발휘할 수가 없다. 그래서, 인간으로부터 힘을 받기 위한 의식을 해야된다. 인형의 손가락에 낀 장미의 반지를 잡고 거기에 키스를 하면 계약이 성립된다. 계약을 한 인간은 계약자(마스터) 혹은 매개체(미디엄)으로 불린다. 애니메이션에서는 인형이 낀 반지에 직접 키스를 하면 계약자에게도 왼손의 약손가락에 자동적으로 같은 형태의 반지가 생성됨으로써 계약이 성립하며, 반대로 인형이 계약자의 반지에 키스를 하면 자동적으로 계약이 풀린다. (원작에서는 인간이 자신의 손에 생긴 반지에 키스하면 계약이 성립하며, 인형이 계약자의 반지의 키스하면 계약이 풀린다는 것은 애니메이션의 설정이다.)
매개체(미디엄)
로젠 메이든과 계약을 맺은 인간의 총칭. 계약자(마스터)라고도 불린다. 그 밖에도 ‘하인’이나 ‘양식’이라고 부르는 인형도 있지만, 이것은 단순히 그 인형의 성격이기 때문이다. 기본적으로 인형이 움직이기 위한 에너지의 공급원이지만, 계약한 인형과는 정신적인 연결에 유사성을 갖고 있다. 로젠 메이든이 힘을 더 많이 쓸수록 마스터의 힘이 더 소진된다. 스이긴토는 당초 미디엄을 필요로 하지 않았지만, 후에 미디엄을 갖게 됨으로 인해, 정신적 변화를 보이는 것처럼 묘사되어 있다.
장미의 반지
매개체가 인형과 계약을 하였을 때에 생겨나는 반지. 이것을 통해 인형에게 힘을 공급할 수가 있어 인형이 힘을 사용하면 반지가 빛나며 뜨거워진다. 반지는 계약이 해제되든가, 계약한 인형이 앨리스 게임에서 질 때까지 사라지지 않는다. 또, 인형이 힘을 과하게 사용하면 매개체가 반지에게 잠식되어 소멸하게 된다. 준은 신쿠와 스이세이세키 2체의 매개체이며, 신쿠에 이어 스이세이세키와 계약을 맺었을 때, 장미의 반지가 형태를 바꾸어 약간 더 커졌다.
n필드
현실 세계와 달리 표리일체를 이루는 공간. 무수한 세계로 구성되어 있으며 그 세계와 연결하는 통로인 문들이 있다. 통상, 거울이나 웅덩이, 거울 등 투명한 빛을 반사하는 것을 통해 들어올 수가 있지만, 인공 정령 스이드림이나 렘피카의 힘으로 꿈 속으로 들어가는 일도 가능하다. 하지만, 계약자 없이는 30분 정도밖에 있지 못하며, 제한 시간을 지나면 태엽이 끊어져 버린다. 인간이 탈출할 수 없게 되는 경우, 그 동안 쭉 일어날 수 없게 되는 혼수 상태에 빠진다. 따라서, 탈출이 불가능한 상태가 계속되면 현실 세계에서는 죽음과 같은 상태가 되어 버린다. 원작 초기에는 ‘현실 세계의 뒤편’이라는 매우 애매한 이미지였지만, 스이세이세키와 소우세이세키의 등장 이후 ‘누군가의 정신 세계’라는 의미가 강해졌다. 더욱이 자신이 가지는 이미지가 애매하면 자신의 구체적인 모습을 나타내지도 못하고, 소리를 듣는 일이나 물건을 보는 것조차 할 수 없다. 이 n필드의 근저에는 ‘무의식의 바다’가 존재하며, 그 중에는 ‘기억의 탁류’ 등의 장소도 존재한다. 로젠은 현재 이 n필드 어디엔가에 있다고 한다.
인공 정령
로젠 메이든을 지원하는 빛나는 부유 물체. 인형 개개체가 소유하고 있으며, 그에 따라 각각 색이 다르다. 주로 인형이 전투할 때 지원하거나 새로운 계약자를 찾는 등의 역할을 한다. 소유자와는 의지로 대화도 할 수 있어 단독 행동도 가능하다. 단, 본래의 정령과는 달리 물체를 빠져나가는 일은 할 수 없다. 또, 그 성능은 소유자의 예의범절을 가르치는 방법에 의해서 크게 다르다. 원작에서는 로자 미스티카가 완전히 상대방에게 넘겨간 후에 새 인형을 주인으로 따르게 된다.
포
로젠 메이든이 잘 때에 들어가는 가방. 고급스런 가죽이 씌워진 표면에 금빛의 장미 장식이 있다. 로젠 메이든에게 잠자는 일은 매우 중요한 의미를 가진다. 애니메이션에서는 로젠 메이든이 정신을 유지하기 위해서는 이곳에서 자는 것이 필요하다는 묘사가 있다. 스이세이세키와 소우세이세키는 비행 도구로 이용한다.

## 만화
버즈 코믹스의 최종권인 8권은 이야기가 마무리되지 않은 채로 완결되었는데 92페이지밖에 안되는 매우 얇은 단행본으로 발매되었다. 한국에서는 학산문화사에서 8권까지 출간되었으며 완결된 상태다. 주간 영 점프에서 신연재와 함께 영 점프 코믹스에서 신장판이 발매되었으며 (신장판은 기존에 있던 원고를 다시 묶어서 출판한 것) 얇은 두께의 기존 8권은 신장판의 7권에 합쳤다. 2013년 5월 [학산문화사]에서 신장판 제 7권까지 완결되었다. 그리고 이야기가 이어져서 다시 시작된 신연재판은 일본 현지에서는 66화로 끝이났으며 총 10권으로 완결이 났다. 그리고 지금은 '로젠메이든 0'로 과거이야기를 다루고 있다. 현재 2019년 4월 호로 완결이 났으며, 단행본은 3권까지 나온 생태다.

## 기타
- 로젠메이든의 OST이자 신쿠의 테마인 "Battle of Rose"는 웃찾사의 코너 《퀸카만들기 대작전》에서 BGM으로 사용되었다.
- 2012년 11월 22일 주간 영점프 52호에서 신 애니화가 결정되었다. 방영매체는 TV.

## 1기 회차 목록
| 화수             | 제목                         |
| ---------------- | ---------------------------- |
| 제01화           | 장미 소녀 신쿠               |
| 제02화           | 외로운 히나이치고            |
| 제03화           | 스이긴토의 도전              |
| 제04화           | 물뿌리개 정원사 스이세이세키 |
| 제05화           | 계단                         |
| 제06화           | 눈물                         |
| 제07화           | 꿈                           |
| 제08화           | 쌍둥이 동생 소우세이세키     |
| 제09화           | 마음의 감옥                  |
| 제10화           | 이별                         |
| 제11화           | 운명                         |
| 제12화[마지막회] | 신쿠                         |

## 2기 회차 목록
| 화수             | 제목                  |
| ---------------- | --------------------- |
| 제01화           | 장미수정 바라스이쇼우 |
| 제02화           | 엔쥬                  |
| 제03화           | 카나리아              |
| 제04화           | 계약                  |
| 제05화           | 편지                  |
| 제06화           | 천사                  |
| 제07화           | 다과회                |
| 제08화           | 인형사                |
| 제09화           | 훈계                  |
| 제10화           | 토모에                |
| 제11화           | 장미정원              |
| 제12화[마지막회] | 소녀                  |

## 같이 보기
- TBS 계열 애니메이션